# Ausesken
Ausesken és la inscripció que duien les monedes ibèriques dels ausetans. Durant el segle ii aC va fabricar denaris de plata i altres peces de bronze que duien les llegendes amb l'alfabet ibèric.
Ausa la podem identificar amb el posterior Vicus Ausonensis.